# Championnats d'Europe de judo 2006
Navigation
Édition précédente Édition suivante
Les championnats d'Europe de judo 2006 se sont déroulés à Tampere, en Finlande. Comme les années précédentes, la compétition en « toutes catégories », dissociée des autres épreuves individuelles a été disputée en décembre de la même année, à Novi Sad, en Serbie  (voir article connexe).
 Pour ce qui est des épreuves par équipes, elles ont eu lieu également en Serbie, à Belgrade, le 27 octobre (voir article connexe). 

## Résultats

### Hommes
| Catégorie | Or                 | Argent             | Bronze                                 |
| --------- | ------------------ | ------------------ | -------------------------------------- |
| -60 kg    | Craig Fallon       | Armen Nazarian     | Ruben Houkes Ludwig Paischer           |
| -66 kg    | Zaza Kedelashvili  | Benjamin Darbelet  | Andreas Mitterfellner Kynter Rothberg  |
| -73 kg    | Elnur Mammadli     | Daniel Fernandes   | Bryan Dijk Salamu Mezhidov             |
| -81 kg    | Siarhei Shundzikau | Giuseppe Maddaloni | Sergei Aschwanden Guillaume Elmont     |
| -90 kg    | Ivan Pershin       | David Alarza       | Winston Gordon Roberto Meloni          |
| -100 kg   | Ruslan Gasymov     | Dániel Hadfi       | Peter Cousins Dimitri Peters           |
| +100 kg   | Andreas Tölzer     | Janusz Wojnarowicz | Zviadi Khanjaliashvili Tamerlan Tmenov |

### Femmes
| Catégorie | Or                      | Argent             | Bronze                                  |
| --------- | ----------------------- | ------------------ | --------------------------------------- |
| -48 kg    | Alina Alexandra Dumitru | Neşe Şensoy Yıldız | Michaela Baschin Frédérique Jossinet    |
| -52 kg    | Telma Monteiro          | Ioana Maria Aluaş  | Ilse Heylen Mareen Kräh                 |
| -57 kg    | Barbara Harel           | Kifayat Gasimova   | Isabel Fernández Sabrina Filzmoser      |
| -63 kg    | Sarah Clark             | Lucie Décosse      | Ylenia Scapin Elisabeth Willeboordse    |
| -70 kg    | Gévrise Émane           | Heide Wollert      | Cathérine Jacques Maryna Pryshchepa     |
| -78 kg    | Vera Moskalyuk          | Céline Lebrun      | Esther San Miguel Sviatlana Tsimashenka |
| +78 kg    | Anne-Sophie Mondière    | Carola Uilenhoed   | Yuliya Barysik Lucija Polavder          |

## Tableau des médailles
| Rang | Nation      | Or | Argent | Bronze | Total |
| ---- | ----------- | -- | ------ | ------ | ----- |
| 1    | France      | 3  | 4      | 1      | 8     |
| 2    | Russie      | 3  | 0      | 2      | 5     |
| 3    | Royaume-Uni | 2  | 0      | 2      | 4     |
| 4    | Allemagne   | 1  | 1      | 3      | 5     |
| 5    | Azerbaïdjan | 1  | 1      | 0      | 2     |
| -    | Roumanie    | 1  | 1      | 0      | 2     |
| 7    | Biélorussie | 1  | 0      | 2      | 3     |
| 8    | Géorgie     | 1  | 0      | 1      | 2     |
| 9    | Portugal    | 1  | 0      | 0      | 1     |
| 10   | Pays-Bas    | 0  | 1      | 4      | 5     |
| 11   | Espagne     | 0  | 1      | 2      | 3     |
| -    | Italie      | 0  | 1      | 2      | 3     |
| 13   | Arménie     | 0  | 1      | 0      | 1     |
| -    | Hongrie     | 0  | 1      | 0      | 1     |
| -    | Pologne     | 0  | 1      | 0      | 1     |
| -    | Turquie     | 0  | 1      | 0      | 1     |
| 17   | Autriche    | 0  | 0      | 3      | 3     |
| 18   | Belgique    | 0  | 0      | 2      | 2     |
| 19   | Estonie     | 0  | 0      | 1      | 1     |
| -    | Slovénie    | 0  | 0      | 1      | 1     |
| -    | Suisse      | 0  | 0      | 1      | 1     |
| -    | Ukraine     | 0  | 0      | 1      | 1     |

## Sources
- Podiums complets sur le site JudoInside.com.

- Podiums complets sur le site alljudo.net.

- Podiums complets sur le site Les-Sports.info.